# マイケル・グリーン (脚本家)
マイケル・グリーン（Michael Green）は、アメリカ合衆国のテレビ・映画・コミックの脚本家である。

## 生い立ち
ユダヤ系の家庭に生まれ、ニューヨーク州ママロネックで育つ。

## キャリア

### 映画及びテレビ
1990年代後半よりテレビシリーズの脚本家として活動しており、『エバーウッド 遥かなるコロラド』、『ヤング・スーパーマン』、『セックス・アンド・ザ・シティ』などのエピソードを手掛けた。
2007年には『HEROES』の脚本・プロデュースを務めたことによりエミー賞や全米脚本家組合賞にノミネートされた。
2017年にはジェームズ・マンゴールドの『LOGAN/ローガン』、リドリー・スコットの『エイリアン: コヴェナント』、ドゥニ・ヴィルヌーヴの『ブレードランナー 2049』、ケネス・ブラナーの『オリエント急行殺人事件』と脚本映画が4本公開される。また同年にはニール・ゲイマンの同名小説を原作とし、ブライアン・フラーと共に脚本・製作総指揮を務めたテレビシリーズ『アメリカン・ゴッズ』の放送が始まった。

### コミック
グリーンが初めてコミックの脚本を手がけたのはDCコミックスの『バットマン: ラバーズ&マッドメン』であった。その後グリーンは月刊誌『スーパーマン/バットマン』の第44号からライターに就任した。直後からマイク・ジョンソンが共著者となり、2人は第63号まで担当を続けた。
グリーンとジョンソンは2011年にリランチされた『スーパーガール』（第0-12号）でも共同した。

## 主なフィルモグラフィ

### テレビシリーズ
- セックス・アンド・ザ・シティ Sex and the City (1998) 脚本
- ヤング・スーパーマン Smallville (2001-2002) 脚本・製作
- エバーウッド 遥かなるコロラド Everwood (2002-2005) 脚本・共同製作総指揮
- HEROES Heroes (2006-2007) 脚本・共同製作総指揮
- Kings (2009) 脚本・製作総指揮
- THE RIVER 呪いの川 The River (2012) 脚本・製作総指揮
- アメリカン・ゴッズ American Gods (2017) 企画・脚本・製作総指揮

### 映画
- グリーン・ランタン Green Lantern (2011) 脚本・原案
- LOGAN/ローガン Logan (2017) 脚本
- エイリアン: コヴェナント Alien: Covenant (2017) 原案
- ブレードランナー 2049 Blade Runner 2049 (2017) 脚本
- 2036: ネクサス・ドーン 2036: Nexus Dawn (2017) 短編、脚本
- オリエント急行殺人事件 Murder on the Orient Express (2017) 脚本
- 野性の呼び声 The Call of the Wild (2020) 脚本
- ナイル殺人事件 Death on the Nile (2022) 脚本
- 名探偵ポアロ:ベネチアの亡霊 A Haunting in Venice (2023予定) 脚本

## ビブリオグラフィ
- バットマン: ラバーズ&マッドメン Batman: Lovers and Madmen (2008)
- Superman/Batman: The Search for Kryptonite (2008)
- Superman/Batman: Finest Worlds (2009)